# Wences Casares
Wenceslao Casares, hay còn gọi là Wences Casares (Sinh ngày 26 tháng Hai, 1974) là một doanh nhân ngành công nghệ và nhà từ thiện người Argentinia, với kinh nghiệm kinh doanh toàn cầu chuyên về các hoạt động công nghệ và tài chính. Anh là Tổng Giám Đốc Điều Hành công ty cung cấp Ví tiền ảo, Xapo, và sáng lập Internet Argentina, Wanako Games, Patagon, Lemon Wallet, và Banco Lemon. Casares có mặt trong hội đồng quản trị của Paypal và Coin Center, đồng thời là thành viên hội đồng quản trị của Kiva và Viva Trust.
Anh là người quảng bá bitcoin, vì anh tin rằng tiền ảo sẽ là một hiện tượng lớn hơn cả Internet. Là diễn giả thường xuyên tại Allen & Company Sun Valley Conference Casares từng dự báo tiền ảo bitcoin sẽ có giá 1 triệu đô (USD).

## Sinh thời
Casares là người con cả trong số bốn anh em, xuất thân từ một gia đình chăn cừu ở Patagonia, Argentina. Khi còn học trung học, Casares giành được học bổng Rotary International theo diện học sinh trao đổi chương trình tại Washington, Pennsylvania. Casares nhắc lại trong một cuộc phỏng vấn với USA Today là chương trình học bổng đó "đã thay đổi cuộc đời tôi" và anh nói về người dân Mỹ: "Họ có quan điểm là mọi thứ đều có thể xảy ra." Anh trở lại Buenos Aires để học chuyên ngành quản trị kinh doanh trong ba năm tại trường đại học University of San Andrés và bỏ dở chương trình học để khởi động Internet Argentina S.A. Nhà Cung Cấp Dịch Vụ Internet đầu tiên của Argentina, vào năm 1994.
Anh rời công ty này và sau đó sáng lập hãng môi giới trực tuyến Argentine, Patagon, vào năm 1997. Patagon trở thành cổng dịch vụ tài chính Internet toàn diện hàng đầu của châu Mỹ La-tinh và mở rộng các dịch vụ giao dịch ngân hàng trực tuyến của công ty sang Mỹ, Tây Ban Nha, và Đức. Patagon được mua lại bởi ngân hàng Tây Ban Nha, Banco Santander với giá 750 triệu đô-la và trở thành Santander Online trên toàn thế giới. Các nhà đầu tư tại Patagon bao gồm George Soros, Intel, Microsoft, JP Morgan Chase, và daonh nhân Fred Wilson, người nói với phóng viên TechCrunch Sarah Lacy rằng “Casares là một trong những doanh nhân xuất sắc nhất mà ông từng ủng hộ.” Casares sau đó hoàn thành Chương Trình Quản Lý dành cho Chủ Sở Hữu/Chủ Tịch Công Ty tại Harvard University.

## Sự nghiệp
Vào năm 2002, Casares sáng lập Wanako Games, (sau này là Behaviour Santiago), một công ty lập trình trò chơi video có trụ sở chính tại Thành Phố New York. Wanako Games nổi tiếng nhất với trò chơi blockbuster Assault Heroes và được mua lại bởi Activision vào năm 2007.
Cũng trong năm 2002, Casares cùng với các đối tác sáng lập nên Banco Lemon, một ngân hàng bán lẻ dành cho những người ít có điều kiện tiếp cận dịch vụ giao dịch ngân hàng ở Brazil. Banco do Brasil, ngân hàng lớn nhất của Brazil, mua lại Banco Lemon vào tháng Sáu, 2009. Casares là nhà sáng lập kiêm Tổng Giám Đốc Điều Hành của Lemon Wallet, một hệ thống ví thanh toán điện tử. Vào năm 2013, công ty Mỹ LifeLock đã mua Lemon với giá khoảng 43 triệu đô la (Mỹ).

### Xapo
Casares là Tổng Giám Đốc Điều Hành của Xapo, một công ty khởi nghiệp về ví tiền ảo có trụ sở tại Palo Alto, California. Xapo được cho là công ty quản lý tiền ảo lớn nhất thế giới và nắm giữ tới 10 tỷ tiền điện tử trong các hầm ngầm ở 5 châu lục, bao gồm cả một hầm quân sự cũ của Thụy Sĩ. Xapo đã gây quỹ được 40 triệu đô la từ các công ty cấp vốn doanh nghiệp hàng đầu của Silicon Valley. Theo báo cáo của Quartz, Casares là doanh nhân đã thuyết phục Bill Gates, Reid Hoffman, và các doanh nhân công nghệ kỳ cựu khác ở Silicon Valley đầu tư vào tiền ảo.

## Hoạt động từ thiện
Vào năm 2011, Casares là thành viên ban giám khảo trao giải thưởng Cartier Women’s Initiative. Anh là thành viên của  Henry Crown Fellows Khóa 2017 trong Mạng Lưới Lãnh Đạo Toàn Cầu Aspen tại Aspen Institute. Anh là thành viên được bầu của “Các Nhà Lãnh Đạo Trẻ Toàn Cầu” Khóa 2011 của Diễn Đàn Kinh Tế Thế Giới  và thường xuyên tham gia Cuộc Họp Hàng Năm của Diễn Đàn Kinh Tế Thế Giới ở Davos, Thụy Sĩ. Anh là thành viên của Tổ Chức Các Chủ Tịch Trẻ Tuổi. Vào năm 2010, Casares hợp tác với Pablo Bosch để sáng lập Las Majadas de Pirque, một cơ sở cải tiến và phát triển hạ tầng xã hội thuộc sở hữu của Casares tại Santiago, Chi-lê.

## Đời tư
Casares sống cùng với vợ và ba người con tại Palo Alto, California. Trong giai đoạn 2004-2007, Casares và gia đình từng đi vòng quanh thế giới trên chiếc thuyền buồm của họ mang tên Simpatica.